# Црква Светог Николе у Адашевцима
Црква Светог Николе у Адашевцима, насељеном месту на територији општине Шид, припада Епархији сремској Српске православне цркве.
Данашњи храм посвећен је Преносу мошти Светог Николе, саграђен у периоду од 1813. до 1814. године рушен је током Другог светског рата и потпуно демолиран. Био је ван употребе готово до седамдесетих година двадесетог века. После чега су се стекли минимални услови за употребу и Богослужбени живот.
Деведесетих година извршена је реконструкција и обнова, али због непостојећих материјала за изолацију капиларне влаге данас је у веома лошем стању. Године 2011. после генералне реконструкције иконостаса, започело се на радовима изолације.